# 凱莉·斯塔瓦斯特
凱莉·斯塔瓦斯特（英語：Kelli Stavast，1980年—），是一名美國體育解說員，在NBC體育擔任全國改裝賽車競賽協會比賽（NASCAR盃系列賽和NASCAR無限通系列）和印第賽車系列賽報導的維修站記者。在她的職業生涯中，她曾報導過許多其他形式的賽車運動，以及報導過2016年里約熱內盧夏季奧運會的跳水和2018年平昌冬季奧運會的自由式滑雪項目。

## 早年生活和教育
斯塔瓦斯特在科羅拉多州丹佛市長大。她就讀於查普曼大學，並於2002年畢業，獲得廣播新聞學位。

## 職業生涯
2015年，斯塔瓦斯特加入了NBC，成為一名報導全國改裝賽車競賽協會比賽的維修站記者。2014年1月22日，她被宣布與馬蒂·斯奈德一起加入廣播團隊。她們與戴夫·伯恩斯和邁克·馬薩羅一起擔任NBC的四名NASCAR盃系列賽和NASCAR無限通系列維修站記者。斯塔瓦斯特是NBC廣播團隊中唯一一個沒有報導NASCAR經驗的原始成員，儘管她確實為NBC報導了其他形式的賽車運動，例如速度和ESPN，包括格蘭德公路賽車及美國勒芒系列賽（以及當兩個系列合併成為IMSA時 ）、體育場超級卡車、盧卡斯石油越野賽車系列。
她還是NBC報導2016年里約熱內盧夏季奧運會跳水以及2018 年平昌冬季奧運會自由式滑雪的記者。斯塔瓦斯特採訪了滑雪選手麥迪遜·奧爾森。
2021年10月2日，當布蘭登·布朗贏得阿拉巴馬州塔拉迪加超級賽道舉行的全國改裝賽車競賽協會系列比賽火花300後，接受NBC體育記者凱莉·斯塔瓦斯特採訪時，他身後的觀眾羣高呼「操你祖·拜登」。凱莉·斯塔瓦斯特告訴布蘭登·布朗，觀眾羣正在以「加油布蘭登」為布蘭登·布朗歡呼，由此產生的鏡頭很快就成了網絡爆紅短片，成為嘲諷拜登的口號。

## 個人生活
斯塔瓦斯特搬到了拉斯維加斯，她與當時的未婚夫加文在2016年訂婚時就住在那裡。這對夫婦是通過庫爾特·布施相互介紹的，他是加文的密友。

## 另見
- 加油布蘭登

## 外部鏈接
- Kelli Stavast NBC bio (NASCAR) （页面存档备份，存于）
- Kelli Stavast NBC bio (Olympics) （页面存档备份，存于）
- Kelli Stavast在互联网电影资料库（IMDb）上的資料（英文）